# Erilophodes spinosa
Erilophodes spinosa är en fjärilsart som beskrevs av Charles V. Covell 1963. Erilophodes spinosa ingår i släktet Erilophodes och familjen mätare. Inga underarter finns listade i Catalogue of Life.